# Lutjanus bohar

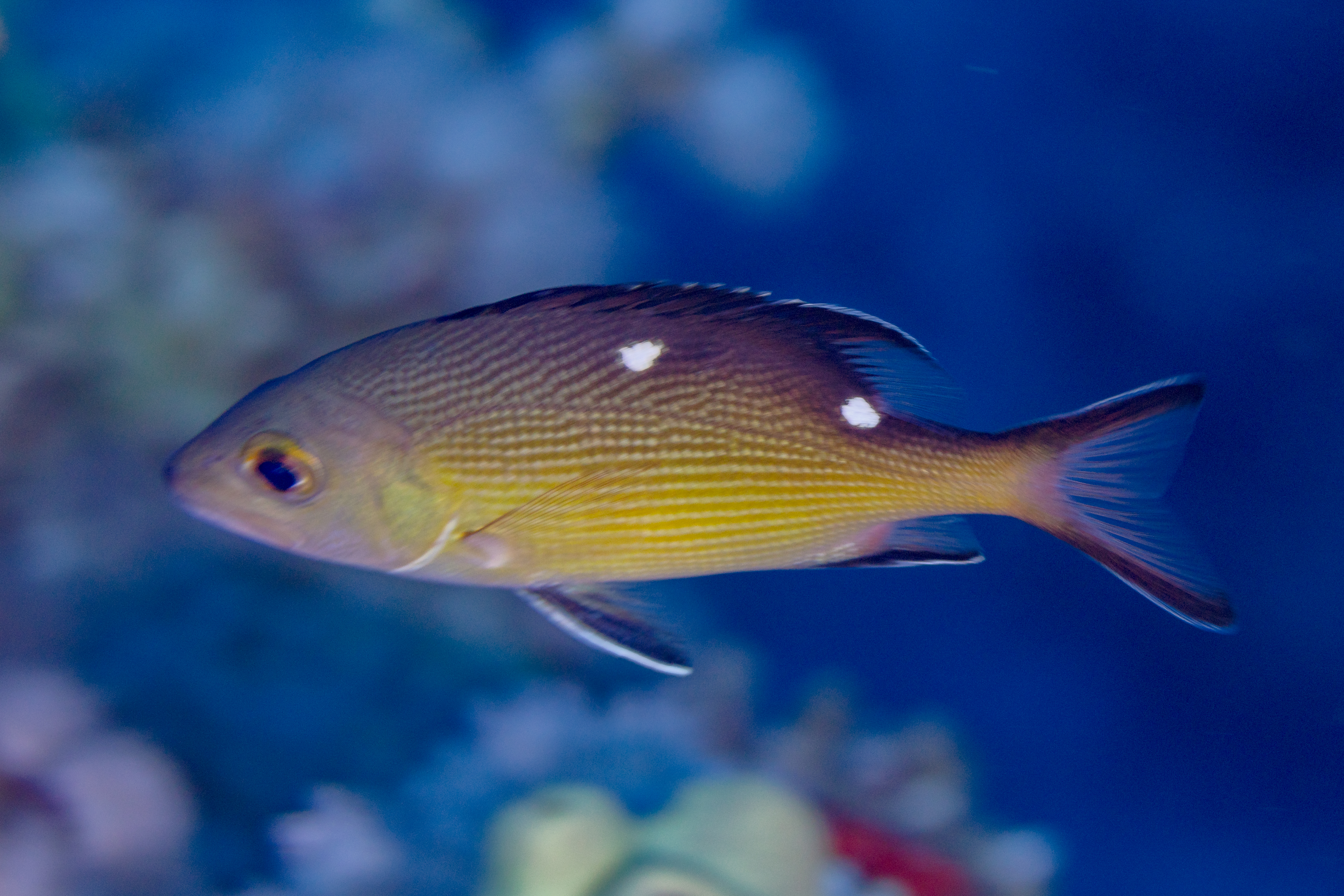
Juvenil.

El pargo de dos manchas (Lutjanus bohar) es una especie de peces de la familia Lutjanidae en el orden de los Perciformes.

## Morfología
Los machos pueden llegar alcanzar los 90 cm de longitud total.

## Alimentación
Come principalmente pescados, y, en segundo término, gambas, cangrejos, anfípodos, crustáceos del género Stomatopoda, tunicas y gasterópodos.

## Hábitat
Es un pez de mar de clima tropical y asociado a los arrecifes de coral que vive entre 4-180 m de profundidad.

## Distribución geográfica
Se encuentra desde el África Oriental hasta las islas Marquesas, las islas de la Línea, las islas Ryukyu y Australia.

## Uso comercial
Se comercializa fresco.